# Dame-Marie (Eure)
Dame-Marie ist eine Ortschaft und eine Commune déléguée in der französischen Gemeinde Sainte-Marie-d’Attez mit 121 Einwohnern (Stand: 1. Januar 2022) im Département Eure in der Region Normandie. 
Mit Wirkung vom 1. Januar 2016 wurden die früheren Gemeinden Dame-Marie, Saint-Nicolas-d’Attez und Saint-Ouen-d’Attez zu einer Commune nouvelle mit dem Namen Sainte-Marie-d’Attez zusammengelegt. Die Gemeinde Dame-Marie gehörte zum Arrondissement Évreux, zum Kanton Breteuil und zum Kommunalverband Normandie Sud Eure. 
Dame-Marie liegt etwa 28 Kilometer südwestlich von Évreux.

## Bevölkerungsentwicklung
| 1962                      | 1968 | 1975 | 1982 | 1990 | 1999 | 2006 | 2013 |
| ------------------------- | ---- | ---- | ---- | ---- | ---- | ---- | ---- |
| 112                       | 102  | 71   | 71   | 69   | 89   | 87   | 107  |
| Quelle: Cassini und INSEE |      |      |      |      |      |      |      |

## Sehenswürdigkeiten
- Kirche Notre-Dame, Monument historique seit 1961

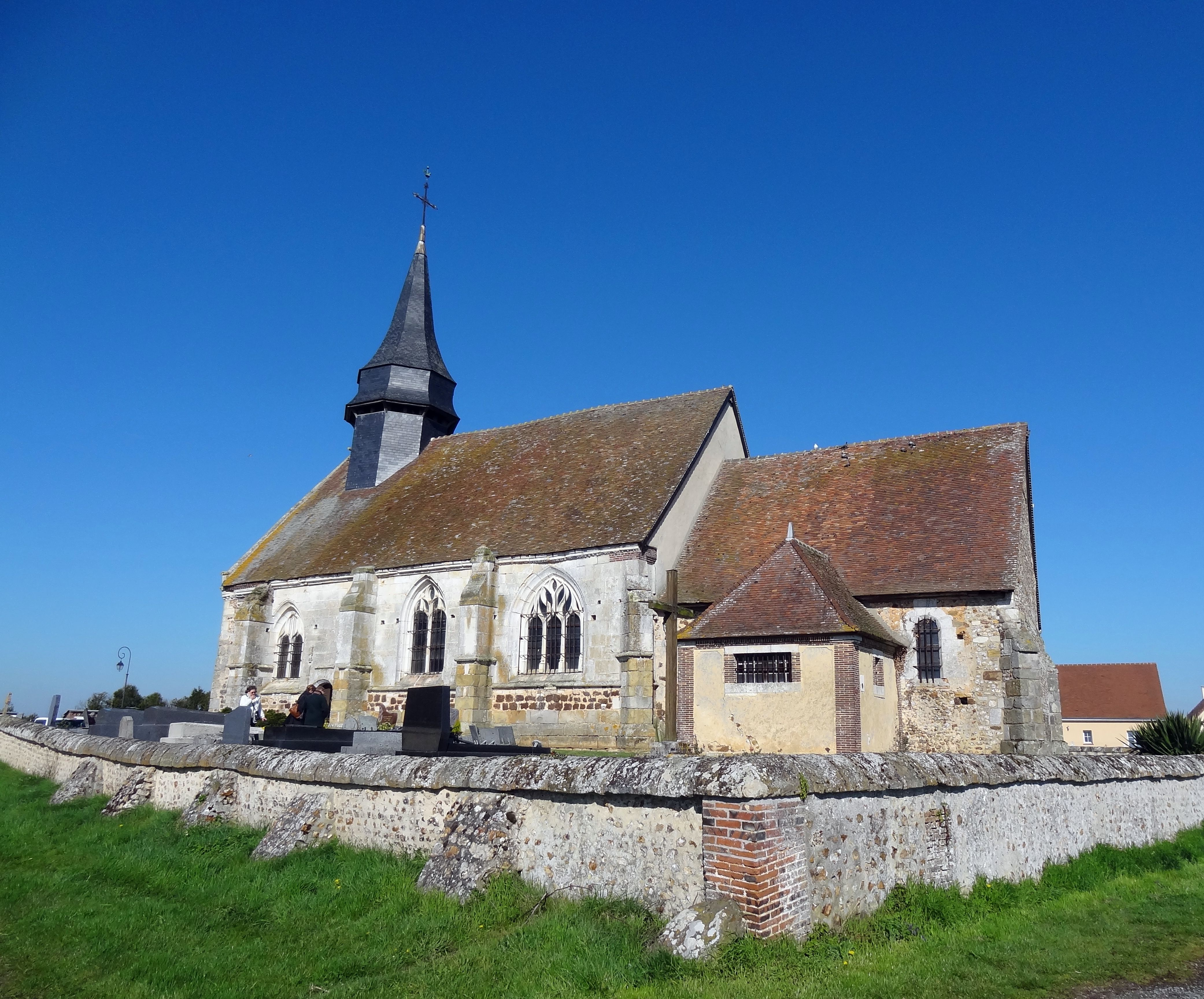
Kirche Notre-Dame